# Vláda Jozefa Siváka
Vláda Jozefa Siváka existovala v období od 9. do 11. března 1939. Jednalo se o čtvrtou slovenskou autonomní vládu v rámci druhé československé republiky.

## Složení autonomní vlády
Členové vlády byli zástupci Hlinkovy slovenské lidové strany - Strany slovenské národní jednoty (HSĽS-SSNJ).
| Portfej                                                | Ministr         | Strana | Strana    | Nástup do úřadu | Odchod z úřadu  |
| ------------------------------------------------------ | --------------- | ------ | --------- | --------------- | --------------- |
| Předseda vlády a ministr všech resortů (kromě financí) | Jozef Sivák     |        | HSĽS–SSNJ | 9. března 1939  | 11. března 1939 |
| Ministr financí                                        | Pavol Teplanský |        | HSĽS–SSNJ | 9. března 1939  | 11. března 1939 |